# Loma Bonita, Ajalpan
Loma Bonita är en ort i Mexiko.   Den ligger i kommunen Ajalpan och delstaten Puebla, i den sydöstra delen av landet, 250 km sydost om huvudstaden Mexico City. Loma Bonita ligger 2 382 meter över havet och antalet invånare är 615.
Terrängen runt Loma Bonita är kuperad åt nordväst, men åt sydost är den bergig. Runt Loma Bonita är det ganska tätbefolkat, med 111 invånare per kvadratkilometer. Närmaste större samhälle är Tecpantzacoalco, 7,5 km norr om Loma Bonita. I omgivningarna runt Loma Bonita växer i huvudsak blandskog.